# Фултон (Техас)
Фултон (англ. Fulton) — місто (англ. town) в США, в окрузі Аранзас штату Техас. Населення — 1523 особи (2020).

## Географія
Фултон розташований за координатами 28°4′22″ пн. ш. 97°2′19″ зх. д. / 28.07278° пн. ш. 97.03861° зх. д. (28.072639, -97.038732).  За даними Бюро перепису населення США в 2010 році місто мало площу 6,36 км², з яких 3,64 км² — суходіл та 2,72 км² — водойми.

## Демографія
Згідно з переписом 2010 року, у місті мешкало 1358 осіб у 668 домогосподарствах у складі 395 родин. Густота населення становила 213 осіб/км².  Було 1018 помешкань (160/км²).
Расовий склад населення:
| - 83,1 % — білих - 5,6 % — азіатів - 1,5 % — чорних або афроамериканців - 0,7 % — корінних американців - 0,1 % — вихідців з тихоокеанських островів - 6,4 % — осіб інших рас |

До двох чи більше рас належало 2,7 %. Частка іспаномовних становила 15,3 % від усіх жителів.
За віковим діапазоном населення розподілялося таким чином: 15,9 % — особи молодші 18 років, 53,0 % — особи у віці 18—64 років, 31,1 % — особи у віці 65 років та старші. Медіана віку мешканця становила 54,9 року. На 100 осіб жіночої статі у місті припадало 89,1 чоловіків;  на 100 жінок у віці від 18 років та старших — 87,2 чоловіків також старших 18 років.
Середній дохід на одне домашнє господарство  становив 48 069 доларів США (медіана — 41 447), а середній дохід на одну сім'ю — 51 369 доларів (медіана — 43 750). За межею бідності перебувало 8,5 % осіб, у тому числі 5,7 % дітей у віці до 18 років та 4,4 % осіб у віці 65 років та старших.
Цивільне працевлаштоване населення становило 582 особи. Основні галузі зайнятості: мистецтво, розваги та відпочинок — 17,2 %, роздрібна торгівля — 15,6 %, освіта, охорона здоров'я та соціальна допомога — 14,9 %.